# Staurotheca compressa
Staurotheca compressa is een hydroïdpoliep uit de familie Sertulariidae. De poliep komt uit het geslacht Staurotheca. Staurotheca compressa werd in 1938 voor het eerst wetenschappelijk beschreven door Briggs. 